# 威廉·埃夫里尔·哈里曼
威廉·埃夫里尔·哈里曼（英語：William Averell Harriman，1891年11月15日—1986年7月26日），美国商人、外交家、政治家，美国民主党人，曾任美國駐蘇聯大使（1943年－1946年）、美国驻英国大使（1946年）、美国商务部长（1946年－1948年）和纽约州州长（1955年－1958年）。
在擔任駐蘇聯大使期間，於1945年獲蘇聯少年先鋒隊贈送木雕美國國徽，之後懸掛在美國駐蘇聯大使館辦公室內，但7年後，喬治·凱南到莫斯科履新後，才發現木雕美國國徽內藏有名為「金唇」的竊聽器。
哈里曼是美國民主黨廣受尊敬的政治家。1961年1月，他被任命為美國遠東事務國務卿。1961年，哈里曼主張美國支持老撾的中立政府，並於1963年幫助談判了《部分禁止核試驗條約》。

## 政治

### 二戰外交
1941年，哈里曼指出，如果納粹德國維持的體制使蘇聯戰敗，那將允許希特勒將軍事力量轉移到海軍，這可能會威脅到美國。哈里曼告訴羅斯福，如果1941年巴巴羅薩行動成功，那麼希特勒幾乎可以在1942年擊敗不列顛海軍。
哈里曼在1972年時說：「如今人們往往忘記了，在1941年，羅斯福總統和丘吉爾首相的首要目標是：消滅希特勒的部隊並以在戰爭方面損耗最少的方式贏得戰爭。一年多來，英國首當其衝，飽受納粹襲擊......我們在很大程度上是我們經驗的產物」。哈里曼特派團承諾，美國和英國每月將向蘇聯提供500輛坦克和400架飛機，以及錫，銅和鋅。

### 外交和內務
直到1946年1月，哈里曼一直擔任蘇聯大使。回到美國後，他努力宣揚乔治·凯南的X論文。凯南的分析通常與哈里曼的分析一致，成為杜魯門主義的基石。
1946年4月至10月，哈里曼擔任美國駐英國大使。
1954年，哈里曼當選為紐約州州長，他將個人稅提高了11％。
1962年3月14日在美國國務院遠東事務助理國務卿任內訪臺，勸阻總統蔣中正反攻大陸，3月15日離臺。:678。

### 蘇聯間諜事件
1961年12月，Anatoliy Golitsyn從蘇聯叛逃並指控哈里曼為蘇聯間諜，中央情報局駁回了他的指控，哈里曼一直擔任副國務卿。1965年3月，他再次出任駐外國大使。詹森總統卸任後，哈里曼率美國代表團參加了美國與北越在巴黎舉行的談判（1968-1969年）。